# Омар (военачальник)
Омар (др.-греч. Ὠμάρης) — персидский военачальник IV века до н. э., погибший в битве при Гранике.

## Биография
Согласно Арриану, во время сражения при Гранике Омар стоял во главе двадцати тысяч пеших греческих наёмников, занявших позиции за кавалерийскими отрядами персидской армии. Современные учёные задались вопросом, почему же руководство гоплитами было поручено не греку. А. Босворт сослался на пример военной кампании Артаксеркса III в Египте, когда части, в которых служили эллины, возглавлялись непосредственно их собственными стратегами, но при условии одновременного надзора со стороны персидских военачальников и заключил, что такое положение стало привычным после середины IV века до н. э. А. Дивайн также посчитал, что Омар был заместителем Мемнона. Но в таком случае, по замечанию Нечитайлова М. В., непонятно, почему сам Мемнон со своими сыновьями находился среди конных воинов (позицию Дандамаева М. А., П. Грина и некоторых других исследователей, полагавших, что именно Мемнон был командиром греческой пехоты сложно объяснить). Э. Энсон высказал предположение, что многие из наёмников незадолго до битвы прибыли из Египта после подавления мятежа Хабабаша. Как заключил Нечитайлов М. В., отмечая неясность точной даты восстания в Египте, сложно объяснить причины назначения Омара на этот пост, но в любом случае он был должен обладать опытом взаимодействия с эллинами, так как иначе было затруднительно руководить их действиями в сражении.
После поражения и отступления персов наёмники умело сражались с македонянами, но были разбиты. Многие исследователи считают, что число участвующих в битве наёмников было сильно завышено древними авторами. В ожесточённом бою погиб и Омар.